# Christian Cornelius Paus

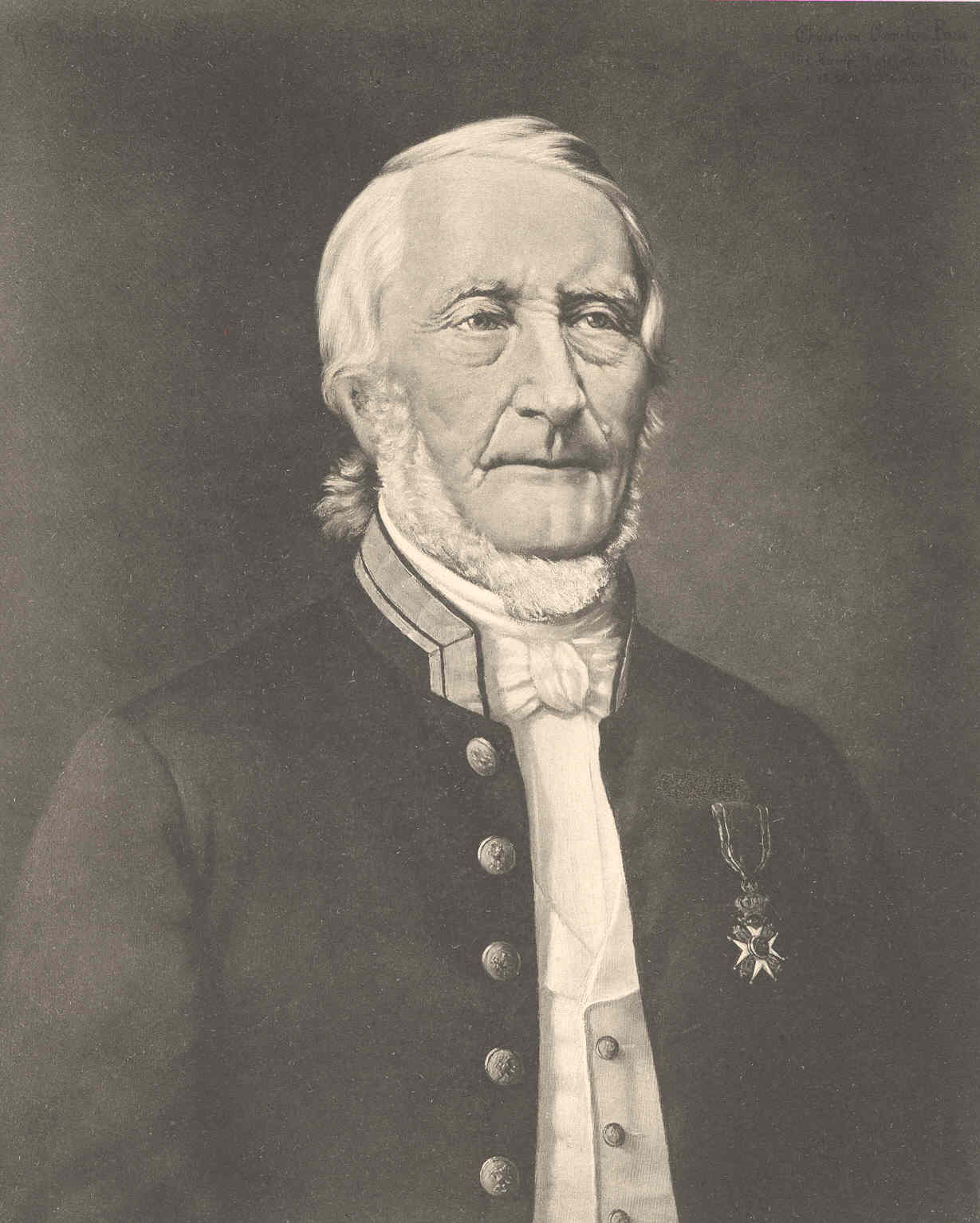
Christian Cornelius Paus

Christian Cornelius Paus (* 18. Oktober 1800; † 8. April 1879) war ein norwegischer Jurist und Politiker. Er war Richter, Magistrat, Stadtschreiber und Polizeipräsident in Skien von 1847 bis 1874, Mitglied des Stortings von 1848 bis 1861 und amtierte dreimal als Regierungspräsident von Bratsberg (1862–1863, 1864 und 1868–1869). Er war Onkel Henrik Ibsens.
Er gehörte der Familie Paus an.

## Ehrungen
- Ritter des Sankt-Olav-Ordens
- Byfogd Paus gate in Skien ist nach ihm benannt